# Ikrény vasútállomás
Ikrény vasútállomás egy Győr-Moson-Sopron vármegyei vasútállomás, melyet a GYSEV üzemeltet Ikrény településen. A belterület északi szélén helyezkedik el, közúti elérését csak egy önkormányzati út biztosítja.

## Vasútvonalak
Az állomást az alábbi vasútvonalak érintik:
- Győr–Sopron-vasútvonal

## Kapcsolódó állomások
A vasútállomáshoz az alábbi állomások vannak a legközelebb:
- Győr vasútállomás (Győr vasútállomás, Győr–Sopron-vasútvonal)
- Rábapatona megállóhely (Sopron vasútállomás, Győr–Sopron-vasútvonal)

## Forgalom
| Járat        | Útvonal | Gyakoriság   |
| ------------ | --- | ------------ |
| személyvonat | Győr – Ikrény – Rábapatona – Enese – Kóny – Csorna – Farád – Rábatamási – Szárföld – Veszkény – Kapuvár – Vitnyéd-Csermajor – Petőháza – Fertőszentmiklós (– Pinnye – Fertőboz) – Sopron | 1-2 óránként |